# Joanne
Joanne är den amerikanska sångerskan Lady Gagas femte studioalbum. Det gavs ut den 21 oktober 2016.

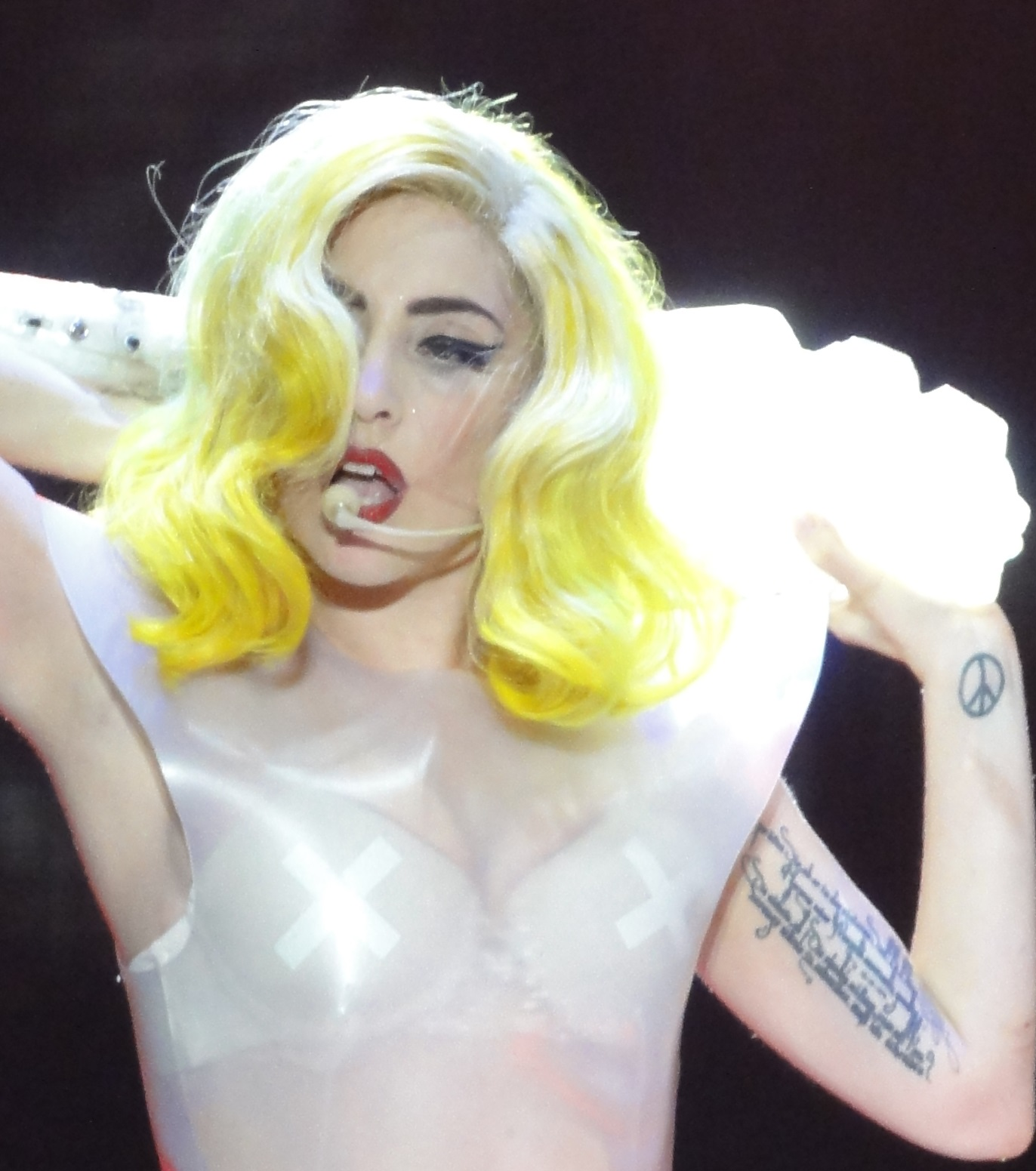
Gagas tatuering på hennes vänstra biceps visar datumet då Joanne dog, mellan raderna av en rad från en dikt av Rainer Maria Rilke.

Gaga namngav albumet efter hennes faster, Joanne Stefani Germanotta, som dog den 18 december 1974 vid 19 års ålder av komplikationer från SLE. Gaga, som även heter Joanne i förnamn (Stefani Joanne Angelina Germanotta), märkte att hennes fasters död hade en djup effekt på hennes familj och arbete. Hennes debutalbum The Fame (2008), innehåll en dikt med titeln For a Moment av Joanne i albumets texthäfte.
Gaga ger Joanne erkännande för att ha hjälpt henne övervinna missbruksproblem, och tillägnade även The Fame Ball Tour till henne. Gaga tatuerade in Joannes dödsdatum på hennes vänstra biceps, mellan raderna av en rad från en dikt av Rainer Maria Rilke. Gaga har ofta sagt att Joanne är en av de viktigaste personerna i hennes liv, trots att de aldrig träffats. Hon skrev även låten Joanne tillsammans med Mark Ronson, samt gav albumet samma namn som en hyllning.
Samtidigt som Gaga avslöjade albumets titel, avslöjades även omslaget till albumet. Det består av en bild på Gaga som står mot en blå bakgrund, bärandes en rosa hatt, samtidigt som hon står vänd i profil med vänstra axeln mot kameran.

## Spårlista
| 1.           | Diamond Heart                       | Ronson, Lady Gaga, BloodPop, Homme, Jeff Bhasker | 3:30  |
| 2.           | A-Yo                                | Ronson, BloodPop, Gaga                           | 3:28  |
| 3.           | Joanne                              | Ronson, Gaga, BloodPop                           | 3:17  |
| 4.           | John Wayne                          | Ronson, BloodPop, Gaga                           | 2:54  |
| 5.           | Dancin' in Circles                  | Ronson, Gaga, BloodPop                           | 3:27  |
| 6.           | Perfect Illusion                    | Ronson, Parker, Gaga, BloodPop                   | 3:02  |
| 7.           | Million Reasons                     | Ronson, Gaga, BloodPop                           | 3:25  |
| 8.           | Sinner's Prayer                     | Ronson, Gaga, BloodPop                           | 3:43  |
| 9.           | Come to Mama                        | Ronson, Haynie, Gaga, BloodPop                   | 4:15  |
| 10.          | Hey Girl (featuring Florence Welch) | Ronson, Gaga, BloodPop                           | 4:15  |
| 11.          | Angel Down                          | Ronson, Gaga, BloodPop                           | 3:49  |
| Total längd: | Total längd:                        | Total längd:                                     | 39:05 |

| 12.          | Grigio Girls               | Ronson, Gaga, BloodPop | 3:00  |
| 13.          | Just Another Day           | Ronson, Gaga           | 2:58  |
| 14.          | Angel Down (arbetsversion) | RedOne, Gaga           | 2:20  |
| Total längd: | Total längd:               | Total längd:           | 47:23 |

| 15.          | Million Reasons (arbetsversion) | 3:23  |
| Total längd: | Total längd:                    | 50:46 |